# Anévrisme de l'aorte ascendante
 Mise en garde médicale
Un anévrisme de l'aorte ascendante est une dilatation (anévrisme) localisée, avec perte du parallélisme des parois, concernant la partie de l'aorte comprise entre sa naissance, au niveau cardiaque, et l'émergence des gros vaisseaux (troncs supra-aortiques).
Le risque en est la rupture ou la dissection aortique (déchirure d'une partie de la paroi de ce vaisseau).

## Causes
Sa formation est favorisée par une hypertension artérielle. Plusieurs autres maladies favorisent également son apparition : maladie de Marfan, bicuspidie aortique, insuffisance aortique dans le cadre d'une maladie annulo-ectasiante, Syndrome d'Ehlers-Danlos, syndrome de Loeys-Dietz, syndrome de Turner. Il peut être également vu lors d'une ostéogenèse imparfaite et favorisé par certaines mutations, dont celles sur le gène JAK2.
Contrairement à l'anévrisme de l'aorte abdominale, l'athérome ne semble pas jouer un rôle majeur dans la formation d'un anévrisme de l'aorte ascendante.
D'autres causes ne sont pas spécifiques de cette localisation : artérites inflammatoires, traumatisme, infection…

## Signes
L'anévrisme est habituellement asymptomatique. La survenue de douleurs thoraciques doit faire suspecter une complication.

## Diagnostic
La radiographie thoracique de face peut montrer un élargissement du médiastin.
L'échocardiographie permet de visualiser les premiers centimètres de l'aorte thoracique ascendante. Elle permet de mesurer cette dernière : on définit ainsi les diamètres de l'orifice aortique, au niveau des sinus de Valsalva, au niveau de la jonction sino-tubulaire et au niveau de l'aorte thoracique ascendante. La partie supérieure de l'aorte est cependant souvent mal visualisée. L'examen peut être aidé par une échographie transœsophagienne. 
Le scanner thoracique et l'IRM permettent de bien visualiser l'intégralité de l'aorte thoracique dans ses trois portions (ascendante, horizontale et descendante).

## Évolution
Elle se fait vers l'augmentation progressive du diamètre de l'aorte.
La survenue d'une dissection aortique est une complication grave, avec un risque vital majeur, nécessitant une prise en charge chirurgicale en urgence. Le risque est majoré par la taille de l'anévrisme. Les propriétés élastiques de l'aorte ascendante serait également un facteur de risque dans le cas d'une maladie de Marfan.

## Traitement
La prise en charge de l'anévrisme de l'aorte ascendante a fait l'objet de la publication de recommandations. Celles de l'European Society of Cardiology datent de 2014, celles, américaines, de l'AHA/ACC, de 2022.

### Traitement chirurgical
Le traitement chirurgical nécessite l'installation d'une circulation extracorporelle et est donc réalisé en chirurgie cardiaque et non pas en chirurgie vasculaire, contrairement au traitement d'un anévrisme de l'aorte abdominale.
Il consiste en la résection de l'anévrisme aortique et son remplacement par un tube. L'atteinte de la valve aortique conduit à procéder au remplacement de cette dernière dans le même temps. Dans ce cas, un tube porteur d'une valve est mis en place (« remplacement valvulaire aortique »). Si nécessaire, les artères coronaires sont réimplantées sur le tube, soit directement, soit par l'intermédiaire d'un petit tube artificiel qui est fixé sur le tube principal (« opération de Bentall »). Dans certaines conditions, un remplacement de l'aorte thoracique ascendante et de toute la racine aortique dilatée mais en conservant la valve aortique est possible.
Des recommandations ont été publiées en 2010 par l'American Heart Association sur la prise en charge de cette maladie. Les indications reposent sur la taille de l'aorte ascendante et sur son évolutivité (vitesse de croissance). En règle, une indication doit être proposée si le diamètre excède 5 cm ou si la taille croît de plus de 5 mm par an,.
La mortalité opératoire passe de 3 % en cas de chirurgie réglée (c'est-à-dire en dehors du contexte de l'urgence) à plus de 15 % en cas d'intervention en urgence.

### Traitement médical
Le contrôle de l'hypertension artérielle est impératif. Le traitement par bêta-bloquants est largement utilisé. Il existe des arguments en faveur de l'efficacité des inhibiteurs de l'enzyme de conversions, du moins dans la maladie de Marfan.